# Luchthaven Kavala
Luchthaven Kavala Megas Alexandros (Grieks: Κρατικός Αερολιμένας Καβάλας "Μέγας Αλέξανδρος"; Kratikos Aerolimenas Kavalas "Megas Alexandros"), is een luchthaven in Noord-Griekenland, in de regio Oost-Macedonië en Thracië.

## Geschiedenis
De luchthaven begon te draaien in 1952 toen de Griekse luchtmacht een nieuwe plaats zocht. In oktober 1981 was het de nieuwe locatie voor vluchten naar Griekenland, wat nu nog steeds het geval is. In het begin groeide de luchthaven snel, vooral door de vlakbijgelegen eilanden die per boot bereikbaar werden.
Op 16 december 1987 verklaarde de Minister van Verkeer en Waterstaat dat de luchthaven aangesloten werd op de internationale luchthavens van Griekenland. In 1992 werd door de Minister van Transport besloten dat het Megas Alexandros moest gaan heten. Megas Alexandros betekent letterlijk uit het Grieks vertaald: Alexander de Grote.
De luchthaven groeide snel. Al snel werd een grote toren gebouwd en een nieuwe terminal.